# Ethan Allen Brown
Ethan Allen Brown (Darien, 1776. július 4. – Indianapolis, 1852. február 24.) az Amerikai Egyesült Államok Ohio államának szenátora.